# Henri Cartan
Henri Cartan [anri kartan] (8. června 1904, Nancy – 13. srpna 2008, Paříž) byl francouzský matematik, syn Élie Cartana.

## Práce
Cartan studoval na Lycée Hoche ve Versailles, potom na École normale supérieure. Držel mnoho pozic na spoustě francouzských univerzitách a většinu svého profesního života trávil v Paříži.
Henri Cartan je znám prací na algebraické topologii, především na kohomologických operacích, Killingových homotopních skupin a kohomologických skupin. Jeho seminář v Paříži po roce 1945 pokryl základ teorie svazků, spektrální sekvence a homologické algebry, jenž byl hluboce ovlivněn Jean-Pierre Serrenem, Armand Borelem, Alexandrem Grothendieckem a Frankem Adamsem. Počet jeho oficiálních studentů byl malý, ale zahrnoval Adriena Douadyho, Rogera Godementa, Maxe Karoubiho, Jeana-Pierra Serrena a René Thoma.
Cartan byl také zakládajícím členem Bourbakiho skupiny a jedním z nejaktivnějších účastníků. Jeho a Samuela Eilenbergeho kniha Homological Algebra (1956) byla důležitým textem, zacházejícím s předměty s nízkou úrovní abstrakce a teorií kategorií.
Henri Cartan přijal čestné vyznamenání a odměny. Od roku 1974 byl členem Francouzské akademie věd. Dále byl zahraničním členem Dánské královské akademie věd a písemnictví, Královského londýnského spolku, Ruské akademie věd, Švédské královské akademie věd, Akademie věd Spojených států amerických, Polské akademie věd a dalších akademií a spolků.